# Louis du Rieux
Philippe Louis Ferdinand du Rieux (eigentlich Durieux, * 26. Mai 1824 in Stettin; † nach 1862) war ein deutscher Dichter und Weltreisender.

## Leben
Louis du Rieux stammt aus einer traditionsreichen Hugenotten-Familie und war das einzige Kind eines wohlhabenden Kaufmanns. Schon früh interessierte er sich für Musik sowie für zahlreiche Wissenschaften und studierte von 1849 bis 1851 Philosophie an der Friedrich-Wilhelms-Universität in Berlin. Am 19. Februar 1851 sandte er Robert Schumann in Düsseldorf sein vierteiliges Gedicht Märchenbilder, das den Komponisten wahrscheinlich zu seinem vierteiligen Zyklus Märchenbilder für Klavier und Viola op. 113 anregte, der kurz darauf entstand. Schumann antwortete auf den Brief, er wünsche weitere Dichtungen von Louis du Rieux. Woldemar Bargiel, der in Berlin lebende Halbbruder von Clara Schumann, schrieb dieser am 7. März:

„Den Brief Deines Mannes habe ich richtig abgegeben. Herr Louis de [sic] Rieux, ein junger Mann, bald in Berlin, Paris, Neapel und anderen grossen Städten sich aufhaltend, ist Naturforscher, Poet, Schriftsteller und Musikästhetiker in einer Person. Er schreibt viel, veröffentlicht aber nichts. Kennt Schumanns sämtliche Sachen und interessiert sich überhaupt für alles Bedeutende in Kunst und Wissenschaft. Ich habe bei der Gelegenheit seine Bekanntschaft gemacht und wünschte sehr, sie fortzusetzen.“

Kurz darauf reiste er nach London, wo er Theodor Fontane begegnete und 1852 seine Dichtung Aus den Bergen veröffentlichte. Im Hause des Geographen August Petermann (1822–1878) lernte er dort auch den Afrika-Forscher Eduard Vogel (1829–1856) kennen, dem er später, als Vogel bereits als verschollen galt, einen sehr persönlich gehaltenen Aufsatz widmete.
1853 unternahm er als einer der ersten Europäer eine ausgedehnte Exkursion durch Guatemala, wo er mit dem damaligen Präsidenten des Landes, General Rafael Carrera zusammentraf. Vermutlich bereiste er später auch die USA, zu deren politischen und geographischen Problemen er sich teilweise sehr detailliert äußerte. So gehörte er zu den Autoren der am 1. Juni 1856 für den preußischen Außenminister Otto Theodor von Manteuffel verfassten Denkschrift Mémorial über die zwischen England und den Vereinigten Staaten von Nord-Amerika mit Rücksicht auf Centro-Amerika in Folge des Clayton-Bulwer-Vertrages schwebenden Streitigkeiten, auf der am 15. Juni Ergänzungen von Louis du Rieux angebracht wurden. In Aufsätzen über seine Reisen bekannte er sich zu seinem Vorbild Alexander von Humboldt und kritisierte die Sklaverei in den Südstaaten der USA.
Von 1854 bis 1857 war er Mitarbeiter der Berliner „Centralstelle für Preßangelegenheiten“, einer Zensurbehörde, in der zur selben Zeit auch Fontane angestellt war. Für 1860 ist eine Reise nach Russland belegt. Am 24. Juni 1861 wurde Louis du Rieux mit der Berufsbezeichnung „Schriftsteller“ in die Französische Gemeinde in Berlin aufgenommen; 1862 verliert sich seine Spur.

## Schriften
- Aus den Bergen. London 1852
- Ein Blick auf das Alpenland Guatemala in Centro-Amerika. Berlin 1853 (Digitalisat)
- Über die Sklavenfrage. In: Zeitschrift für allgemeine Erdkunde, neue Folge, Band 1, Berlin 1856, S. 286–288, hier S. 286f.
- Die Pacific-Eisenbahn. In: Zeitschrift für allgemeine Erdkunde, neue Folge, Band 2, Berlin 1857, S. 180–182 (digitalisiert bei Google Books)
- Der Reisende Dr. Eduard Vogel und unsere Zeit. In: Mittheilungen aus der Werkstätte der Natur, Band 1, Heft 2, Frankfurt am Main 1858, S. 92–96 (digitalisiert bei Google Books)
- La véritable révolution et la liberté brévetée en Russie. Berlin, Paris, London 1861 (digitalisiert bei Google Books)